# Bottapotamon youxiense
Bottapotamon youxiense is een krabbensoort uit de familie van de Potamidae. De wetenschappelijke naam van de soort is voor het eerst geldig gepubliceerd in 2010 door Cheng, Lin & Li.